# 蓬萨洛蒙
蓬萨洛蒙（法語：Pont-Salomon，法語發音：[pɔ̃ salɔmɔ̃]）是法国上卢瓦尔省的一个市镇，位于该省东北部，属于伊桑若区。

## 地理
蓬萨洛蒙（45°20'16"N, 4°14'52"E）面积8.43 平方千米，位于法国奥弗涅-罗讷-阿尔卑斯大区上盧瓦爾省，该省份为法国中南部省份，北起多姆山省和卢瓦尔省，西接康塔爾省，南至洛泽尔省，东临阿尔代什省。
与蓬萨洛蒙接壤的市镇（或旧市镇、城区）包括：卢瓦尔河畔欧雷克、拉沙佩勒多雷克、卢瓦尔河畔莫尼斯特罗勒、沃莱地区圣迪迪耶、圣费雷奥勒多鲁尔、瑟梅讷河畔拉塞欧沃。

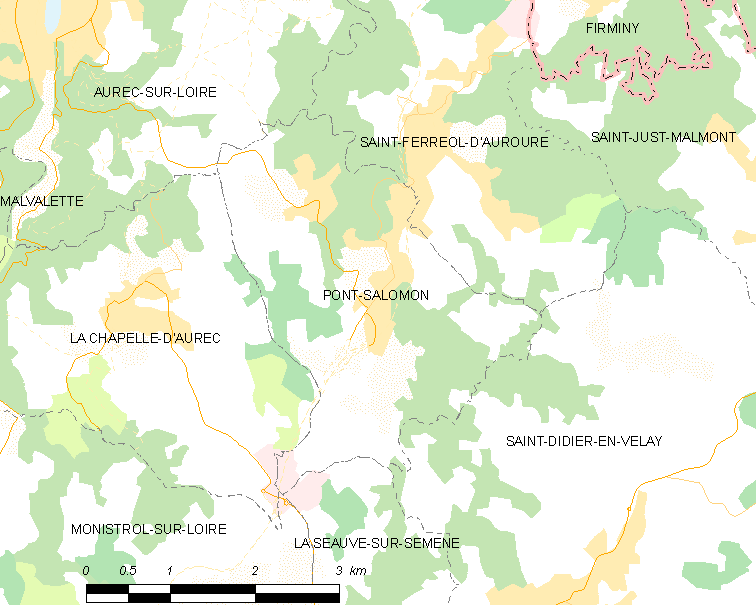
蓬萨洛蒙的OSM定位图

蓬萨洛蒙的时区为UTC+01:00、UTC+02:00（夏令时）。

## 行政
蓬萨洛蒙的邮政编码为43330，INSEE市镇编码为43153。

## 政治
蓬萨洛蒙所属的省级选区为卢瓦尔河畔欧雷克县。

## 人口

1962-2008年间蓬萨洛蒙人口变化图示

蓬萨洛蒙于2022年1月1日时的人口数量为1861人。

## 交通
法国国道N88线（高等级公路）经过境内并设有出入口。上卢瓦尔省省道D45线也经过境内。